# Наричана още
„Наричана още“ (на английски: Alias) е американски сериал, създаден от Джей Джей Ейбрамс и излъчен по ABC в пет сезона, от 30 септември 2001 г. до 22 май 2006 г. Дженифър Гарнър изпълнява ролята на Сидни Бристоу, агент на ЦРУ.
Сериалът проследява задължението на Сидни да прикрива истинската си професия от приятелите и семейството си, а също и как приема множество самоличности, за да изпълни мисиите си. Тези теми преобладават в първите два сезона. Голяма част от сюжета включва търсенето и връщането на артефакти, създадени от Майло Рамбалди – измислен изобретател, подобие на Леонардо да Винчи и пророк, подобие на Нострадамус от периода на Ренесанса. Този сюжет и някои от технологиите, използвани в сериала, поставят „Наричана още“ в жанра на научната фантастика.

## „Наричана още“ в България
В България сериалът започва излъчване по Канал 1 през 2003 г. Трети сезон е излъчен през лятото на 2005 г. Към този момент четвърти и пети сезон още не са излъчени и няма изгледи за това.
По AXN се излъчва със субтитри на български. След повторенията на първите три сезона, през 2007 г. започва четвърти сезон и завършва през същата година. На 19 февруари 2009 г. започва пети сезон с разписание всеки четвъртък от 22:00, като е дублиран на български. Последният епизод е излъчен на 11 юни. Дублажът е на студио Александра Аудио.
По AXN Crime се излъчва от 2007 г., като също е със субтитри на български. Втори и трети сезон са излъчени през 2008 г., а след тях започва четвърти и завършва през 2009 г., като същата година започва и пети сезон.
Повторенията на първите два сезона с дублаж започват по Fox Crime на 13 ноември 2007 г., всеки вторник от 21:00 по два епизода, с повторение в сряда от 16:00 и в събота и неделя от 22:00, като приключват през 2008 г. На 16 ноември започват наново, всяка събота и неделя от 18:20 с повторение в същите дни от 12:15, като биват прекъснати до 12 епизод. На 2 януари 2009 г. започва трети сезон с разписание всеки петък от 21:00, като се излъчват по два епизода един след друг, а повторенията са в събота и неделя от 17:30 и завършва на 13 март. На 1 април започва отново повторение от първи сезон, всеки делник от 19:30 с повторение от 15:40, а от 6 април до 21 май от 16:10. Това излъчване завършва на 28 май с втори сезон, като последните последните два епизода не са излъчени. На 29 май започва повторно излъчване отново от първи сезон, всеки делник от 22:50, а от 11 юни от 23:40, с повторение на другия ден от 01:20, като последният излъчен епизод е втори от трети сезон на 31 юли. На 29 септември 2009 г. започва четвърти сезон, всеки вторник от 21:10 по два епизода един след друг. На премиерата си първите четири епизода не са озвучени. От пети епизод сериалът е отново с дублаж. Последните два епизода на сезона са излъчени на 8 декември. На 18 май 2010 г. започва повторно излъчване на трети сезон, всеки делник от 22:50, a веднага след него на 17 юни започва повторно и четвърти сезон, като завършва на 16 юли. Този път първите четири епизода са озвучени. На 3 януари 2011 г. започва пети сезон, всеки понеделник от 21:10 по два епизода и приключва на 28 февруари, като след последния епизод е повторен първи. Дублажът е на студио Доли.
В дублажа за Канал 1 участват Петя Абаджиева, Ивайло Велчев и Димитър Иванчев. В дублажа на студио Доли ролите се озвучават от артистите Таня Димитрова, Христина Ибришимова в първи, втори, трети и пети сезон, Живка Донева в четвърти, Христо Чешмеджиев в първи и втори, Илиян Пенев от трети до пети, Димитър Иванчев, Станислав Димитров и Марин Янев. В дублажа на пети сезон на AXN са Тамара Войс, Виктория Буреш в ранните епизоди, която е заместена от Поля Цветкова-Георгиу, Веселин Калановски, Илия Иванов и Николай Пърлев в ранните епизоди, който за кратко е заместен от Петър Върбанов и се връща в осми епизод.
В дублажа на студио Доли само в първи и втори епизод се съобщава кои са номерата на епизодите. В същия дублаж в края на всеки епизод Марин Янев съобщава „ролите озвучиха артистите“, а само в последния епизод от първи сезон и първия от втори – „ролите озвучиха актьорите“.